# Ambala

Estado de Haryana (amarillo)- distrito de Ambala (rojo)

Ambala es una ciudad de la India, centro administrativo del distrito de Ambala, en el estado de Haryana.

## Localización
Se encuentra situada en la frontera de los estados de Haryana y Panyab en la India . Políticamente, Ambala tiene dos núcleos: Ambala (acuartelamiento) y Ambala (ciudad), a unos 3 km de distancia el uno del otro. Cuenta con una importante base del Ejército de la India y de la Fuerza Aérea India dentro del acantonamiento. Debido a su ubicación geográfica, el distrito de Ambala juega un papel importante en el turismo local.

## Población
La población de Ambala según el censo del año 2001 es de 1.013.660 habitantes, 542.366 son hombres y 471.294 mujeres.